# Arrigo Boito
Arrigo Boito (1842-1918) là nhà soạn nhạc người Ý. Ông là tác giả của vở opera nổi tiếng Mefistofele. Ông là bạn thân của thiên tài opera Giuseppe Verdi. Và chính Boito cũng là người có ảnh hưởng đến các sáng tác của Verdi. Lần đầu tiên, Boito khuyên Verdi sáng tác vở Otello, một trong những vở opera nổi tiếng của nhà soạn nhạc sinh năm 1813. Lần thứ hai, Boito lại khuyên Verdi nên sáng tác một vở opera hài. Verdi nghe theo và cuối cùng đã sáng tác vở Falstaff vào năm 1893. Vậy là nhờ đó, Verdi đã kịp để lại một vở opera mang phong cách hài (opera buffa) trước khi ra đi vào năm 1901.